# 哥德巴赫猜想 (报告文学)
《哥德巴赫猜想》是中国当代作家徐迟的报告文学作品，发表于《人民文学》杂志1978年第1期。这篇文章详细描写了陈景润的身世和在文化大革命期间的困难条件下证明“陈氏定理”的过程。陈氏定理包含了迄今为止世界上有关哥德巴赫猜想证明的最好成果，即“每一充分大的偶数是一个素数及一个不超过两个素数乘积之和”。这一命题被陈景润简记为(1,2)，在徐迟的文章中被称为(1+2)。

## 主要内容
开头引用了一句话：
|                                                                            | ……为革命钻研技术，分明是又红又专，被他们攻击为白专道路。 |
| ——一九七八年两报一刊（人民日报、解放军报、红旗杂志）元旦社论《光明的中国》 |                                                          |

第一节引用了陈氏定理论文第一节的部分内容。
之后几节，记叙了陈景润的童年、求学生涯，以及被华罗庚赏识，进入中国科学院数学研究所的过程。
在第五节，作者用简单的语言表述了如整数、奇数、偶数、素数（现在称质数）等初等数论概念，又表述了哥德巴赫猜想的内容和发展的历史，直至陈景润宣布证明(1+2)。
随后几节写了文革中陈景润受到的诽谤、遭遇的困难和生活的艰苦，以致于身患重病，在毛泽东的指示下住院治疗。
最后是对陈氏定理和陈景润本人的评价。

## 影响
这篇文章最初发表于《人民文学》，一经问世，如旋风般震撼着人们的心灵，震撼着中外数学界，被誉为新时期报告文学繁荣的报春花。国内外评论说：“陈景润成了中国科学春天的一大盛景”。当时刚刚结束文化大革命，这篇文章推动了解放思想的浪潮。
这篇文章使陈景润名声大噪，他被邀参加全国科学大会，并受到了邓小平的接见。
徐迟说：“应《人民文学》的召唤，写了一篇《哥德巴赫猜想》，这时我似乎已从长久以来的冬蛰中苏醒过来。” 
这篇报告文学致使一些没有受过正规数学训练的数学爱好者热衷于参与到哥德巴赫猜想中来，他们当中某些人甚至一度声称自己已经证明了哥德巴赫猜想。当然这也与哥德巴赫猜想的内容本身浅显易懂不无关系。